# 2001年新加坡大选
本届大选于2001年11月3日在新加坡举行。执政的人民行动党赢得了议会84个直选席位中的82个。其中有51个席位因没有竞争对手而自动当选。  
截至最近一次大选（2015年），这是第四次（连续第三次），也是最后一次在大选中，行动党多数获胜的席位为自动当选，由此直接在提名日蝉联执政。 
这次选举标志着吴作栋的最后一次带领该党参加大选；他的继任者李显龙于2004年8月12日接任吴作栋。

## 背景
执政的人民行动党秘书长兼总理吴作栋原定于2002年举行大选，但由于美国“911事件”导致新加坡面临经济危机之后，该选举被改至11月。
自1963年以来，反对派首次出现了正式的选举合作。由新加坡人民党（SPP）领导，包含全国团结党（NSP），新加坡马来民族机构（PKMS）和新加坡正义党（SJP）组成的四党新加坡民主联盟（SDA），联盟由詹时中领导。SDA在选举中选出了最多的候选人，其中NSP提供了九名候选人的大部分，SPP提供了四名候选人，而PKMS提供了所需的少数族裔候选人。 
国会前工人党非选区议员约书亚·本杰明·杰亚雷特南（Joshua Benjamin Jeyaretnam）因人民行动党领导人的诉讼而宣布破产，因此失去了席位。工人党仅剩的唯一的国会议员刘程强接任秘书长。

### 运动
这次选举是在选举人登记册开放后最短的竞选活动期，为17天，而且选区划分中没有四名成员的集选区（四名成员的GRC将在近十年后的2011年选举中再次出现）。这次选举花销的又一次增加，几乎翻了一番。
最终结果是工人党的刘程强和民主联盟的詹时中守住了席位，但他们的胜选率相比1997年大幅下降。凭借这两次反对派胜利，新加坡民主联盟的史蒂夫·奇亚（Steve Chia）获得了一个非选区席位并接受了该席位，他成为有史以来最年轻也是第一个非工人党籍的的非选区议员。

## 时间线
| 日期              | 事件                       |
| ----------------- | -------------------------- |
| 10月17日          | 公布《选区划分》报告       |
| 10月18日          | 解散第九届国会 ;发出选举令 |
| 10月25日          | 提名日                     |
| 10月26日至11月2日 | 竞选期间                   |
| 11月3日           | 投票日                     |
| 2002年3月25日     | 第十届议会开幕             |

## 新国会议员
在2001年大选中，共有40位（其中25位为人民行动党籍）候选人首次参政。在新面孔中，尚达曼和哈莉玛·雅各布后来分别成为未来的高级部长和新加坡总统。在提名之前，已有24位现任议员宣布退休。PAP之外的15名候选人也是新成员，其中包括新面孔。 
| 党派                                        | 得票    | 百分比％ | 席次 | 增减+/– |
| ------------------------------------------- | ------- | -------- | ---- | ------- |
| 人民行动党                                  | 470,765 | 75.3     | 82   | +1      |
| 新加坡民主同盟                              | 75,248  | 12.0     | 1个  | 0       |
| 新加坡民主党                                | 50,607  | 8.1      | 0    | 0       |
| 工人党                                      | 19,060  | 3.0      | 1个  | 0       |
| 民主进步党                                  | 5,334   | 0.9      | 0    | 0       |
| 独立者                                      | 4,253   | 0.7      | 0    | 0       |
| 无效/空白票                                 | 13,636  | –        | –    | –       |
| 总                                          | 638,903 | 100      | 84   | +1      |
| 注册的选民/投票率                           | 675,306 | 94.6     | –    | –       |
| 资料来源： 新加坡大选（页面存档备份，存于） |         |          |      |         |

## 備註
1. 1 2  括號內數據為议席中非選區議席的數目
2. ↑  不计入自动当选选区的票数
3. ↑  仅发生竞选的选区，不包括自动当选选区；所有选区的登记选民人数为2,036,923。